# Берёзовка (Бижбулякский район)
Берёзовка (баш. Березовка) — деревня в Бижбулякском районе Республики Башкортостан Российской Федерации. Входит в состав Аитовского сельсовета.

## География

### Географическое положение
Расстояние до:
- районного центра (Бижбуляк): 32 км,
- центра сельсовета (Аитово): 11 км,
- ближайшей ж/д станции (Приютово): 72 км.

## Население
| 2002 | 2009 | 2010 |
| ---- | ---- | ---- |
| 14   | ↘9   | ↘7   |

Согласно переписи 2002 года, преобладающая национальность — русские (79 %).